# ۲۲ مه (فیلم)
«۲۲ مه» (به زبان فلامان: Tweeëntwintig mei) فیلم مهیج بلژیکی است که در سال ۲۰۱۰ منتشر شد.